# Gordii Dorsum
Il Gordii Dorsum è una struttura geologica della superficie di Marte.